# Johann Christoph Lüders

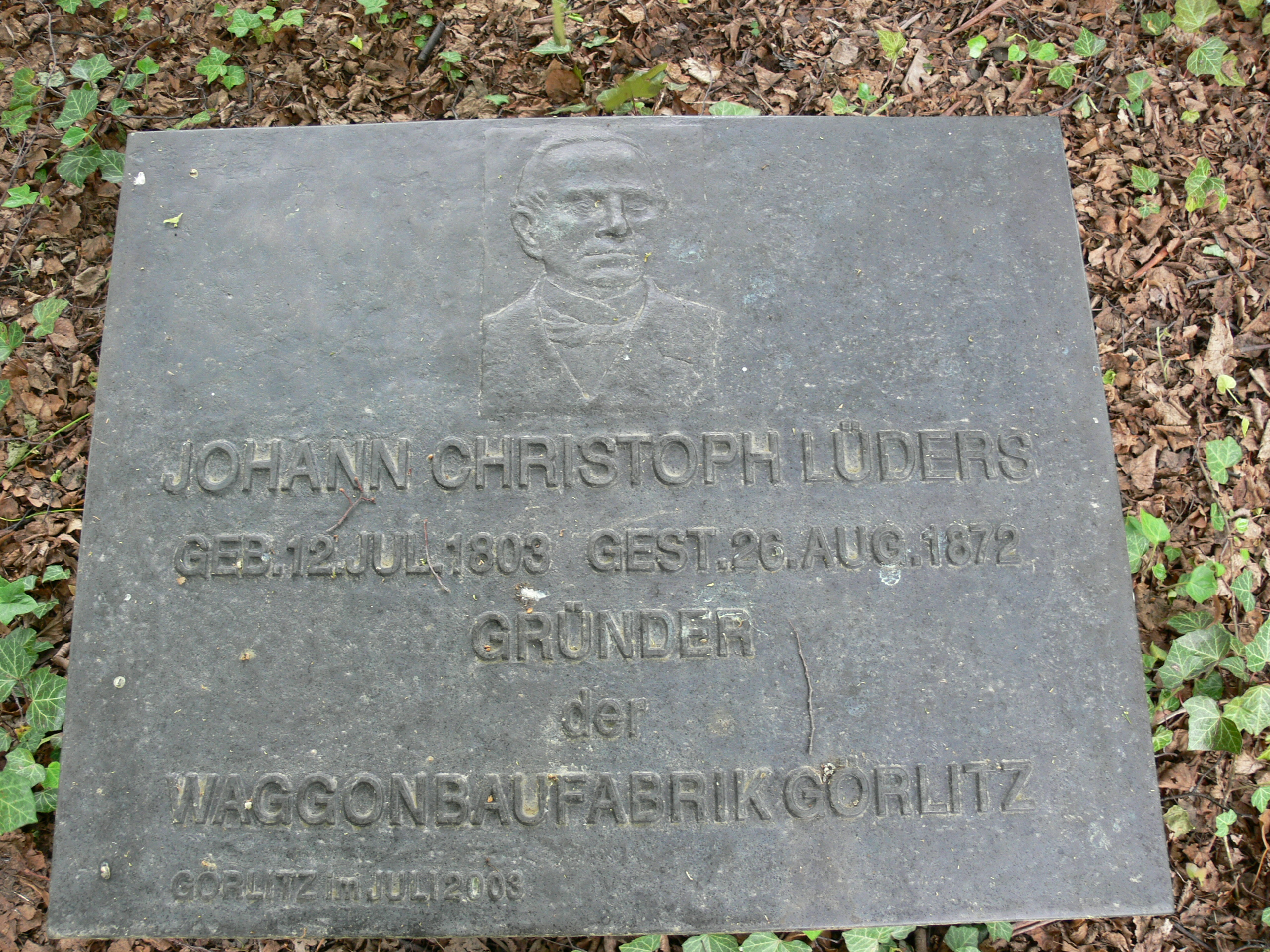
Gedenktafel für J. Chr. Lüders am Familiengrabmal auf dem städtischen Friedhof Görlitz

Johann Christoph Lüders (* 12. Juli 1803 in Bettingerode, Fürstentum Braunschweig-Wolfenbüttel; † 26. August 1872 in Görlitz) war ein Industrieller, Kommunalpolitiker und Kulturförderer.

## Leben
Johann Christoph Lüders wuchs als Hütejunge in ärmlichen Verhältnissen auf und absolvierte 1817 die Schulbildung mit dem Volksschulabschluss. Er ging danach in die Lehre als Sattler und Lackierer und anschließend auf Wanderschaft (Gesellenjahre). Durch Fleiß brachte er es ab 1826 in Dresden bei der königlichen Kutschenfabrik zum Werkmeister. 1827 war der Umzug nach Görlitz, das damals 12.000 Einwohner hatte. Mit 24 Jahren gründete er 1828 seine Sattler- und Lackiererwerkstatt im Hause am Obermarkt 8. Im gleichen Jahr ehelichte er Louise Uhse, mit der er vier Kinder bekam.
Er stellte Kutschwagen her. Der erste Auftrag von der Stadt Görlitz zum Bau zweier achträdriger Eisenbahngüterwagen erfolgte 1849 an Lüders und Schied, der der Schlossermeister in der Büttnergasse war. Bedingt durch die Ausweitung der Produktion, wurde der Betrieb 1853 auf das Gelände in der Brunnenstraße verlegt. Hierbei vollzog man den Übergang von der handwerklichen zur industriellen Fertigung.

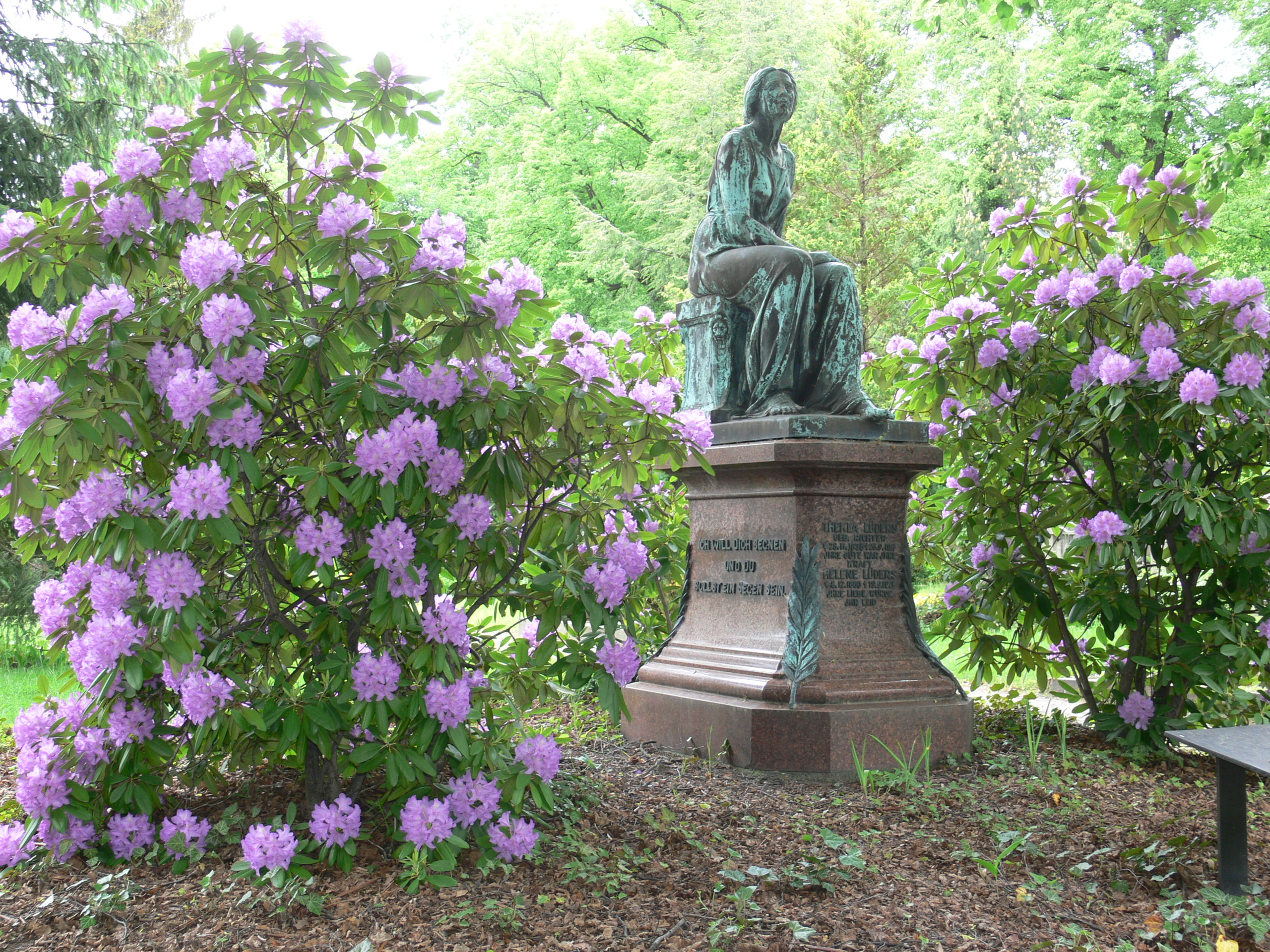
Grabmal der Familie Lüders auf dem städtischen Friedhof Görlitz

Lüders’ Auslandsaufenthalte 1859 und 1869 führten ihn u. a. nach Ägypten und Russland. 1867 nahm er an der Pariser Weltausstellung teil und  erhielt dabei die Bronzemedaille für Design und geschmackvolle Innenausstattung.
1869 wandelte er den gewachsenen Betrieb in eine „Aktiengesellschaft für Fabrikation von Eisenbahnmaterial zu Görlitz“ um. Dabei wurden 4.000 Aktien zu je 200 Talern angeboten. Am Schluss wurden 2 Millionen Taler gezeichnet.
Johann Christoph Lüders starb am 26. August 1872 in Görlitz und ist auf dem Städtischen Friedhof beigesetzt. Zu seinem 100. Geburtstag wurde als große Ehrbekundung der Stadt Görlitz ein Denkmal am damaligen Christoph-Lüders-Platz (heutiger Hildegard-Burjan-Platz) eingeweiht.

## Wirken
Johann Christoph Lüders entwickelte mit seinem Engagement den größten und bekanntesten Industriebetrieb der Stadt – den Waggonbau Görlitz. Aus der Firma entstand durch Zusammenschluss mit anderen Unternehmen 1921 die Waggon- und Maschinenbau-Aktiengesellschaft (WUMAG). Deren Nachfolgebetrieb produziert noch heute in Görlitz und ist Teil des Alstom-Konzerns. Die Stadt Görlitz war bis Mitte des 19. Jahrhunderts für ihre Textilfertigung bekannt. Mit dem neuen Industriezweig Waggonbau wurde die Industrie der Stadt wesentlich erweitert und erfuhr neue Schubkraft. Lüders blieb auch während der prosperierenden Entwicklung seiner Firma ein sparsamer Handwerksmeister und solider Kaufmann. Er schloss selbst die Verträge ab und organisierte ihre Erfüllung in der Fabrik. Dabei legte er großen Wert auf die Qualität der Produkte. Bei seinen Arbeitern wurde er wegen seiner Vorbildwirkung und seines handwerklichen Könnens geschätzt. Die Spitzenerzeugnisse des Unternehmens (Eisenbahn-Personenwagen, Speisewagen, Güterwagen, Salonzüge, Schnelltriebwagen, Doppelstockwagen) erregten internationales Aufsehen und prägten die deutsche Eisenbahngeschichte mit. Auch heute noch gilt der Waggonbau als Wirtschaftsbarometer der Stadt und viele Görlitzer empfinden es heute noch als Auszeichnung, beim Waggonbau gearbeitet zu haben.
Lüders Engagement galt nicht nur seiner Fabrik, auch in der Kommune war er zum Wohl der Stadt aktiv. U. a. als Bezirksvorsteher, Stadtverordneter und Repräsentant in Kommissionen der Stadtverwaltung, z. B. bei der Entscheidung zum Einsatz finanzieller Mittel. So bekam die Stadtverwaltung von ihm 30.000 Taler zur Unterstützung bedürftiger Arbeiter.
Beispielgebend war das Wirken in der Kommunalpolitik nach der Einführung der preußischen Städteordnung in der Stadt. Von 1842 bis 1869 wirkte Lüders als Stadtverordneter. Er setzte sich besonders für Bauwesen, Verkehrswesen, Industrie und Gewerbe, Volksbildung und Kultur ein und förderte die Lehrlingsausbildung.
Er förderte mit mehr als der Hälfte der Bausumme das Haus des Gewerbevereins (heute Humboldthaus) 1871 und überwachte im städtischen Auftrag den Bau des Theaters 1851.
Für Lüders waren Wirtschaft, Kommunalpolitik und Kultur untrennbar. Unternehmer und Stadtverwaltung sollten gemeinsam diese drei Seiten gesellschaftlichen Fortschritts in ihrer Einheit gestalten und durchsetzen.